# When Hooligan and Dooligan Ran for Mayor
When Hooligan and Dooligan Ran for Mayor è un cortometraggio muto del 1916 diretto da Wally Van.

## Produzione
Il film fu prodotto dalla Vitagraph Company of America.

## Distribuzione
Distribuito dalla General Film Company, il film - un cortometraggio in una bobina - uscì nelle sale cinematografiche statunitensi il 3 gennaio 1916.